# Инцидент с Boeing 747 в Анкоридже
Инцидент с Boeing 747 в Анкоридже — авиационная авария, произошедшая 31 марта 1993 года. Грузовой самолёт Boeing 747-121 авиакомпании Evergreen International Airlines совершал плановый межконтинентальный рейс JL46E (для авиакомпании JAL Cargo) по маршруту Токио—Анкоридж—Чикаго, но через 4 минуты после вылета из Анкориджа у него оторвался двигатель № 2 (левый внутренний). Пилоты сумели совершить аварийную посадку в аэропорту Анкориджа, никто из находившихся на его борту 5 человек (2 пассажира и 3 члена экипажа) не пострадал.

## Самолёт
Boeing 747-121 (регистрационный номер N473EV, заводской 19657, серийный 037) был выпущен в 1970 году (первый полёт совершил 15 апреля). 29 апреля того же года был передан авиакомпании Pan American, в которой получил бортовой номер N753PA и сменил два имени — Clipper Westwind и Clipper Queen of the Seas. 1 декабря 1988 года перешёл в авиакомпанию Trans World Airlines (TWA). 13 июля 1989 года был куплен авиакомпанией Evergreen International Airlines, в которой был перерегистрирован (б/н N473EV) и переделан из пассажирского в грузовой. Оснащён четырьмя турбовентиляторными двигателями Pratt & Whitney JT9D-7. На день аварии совершил 18 387 циклов «взлёт-посадка» и налетал 83 906 часов.
В 1990 году борт N473EV был снят в фильме «Крепкий орешек 2».

## Экипаж
Состав экипажа рейса JL46E состоял из трёх пилотов:
- Командир воздушного судна (КВС) — 42 года, очень опытный пилот, в авиакомпании Evergreen International Airlines проработал 5 лет и 7 месяцев (с 3 августа 1987 года). Управлял самолётами Learjet и Douglas DC-8. Налетал свыше 10 000 часов (свыше 8000 из них в должности КВС), свыше 750 из них на Boeing 747.
- Второй пилот — 47 лет, очень опытный пилот, в авиакомпании Evergreen International Airlines проработал 2 года и 1 месяц (со 2 февраля 1991 года). Управлял самолётами Boeing 727 и Boeing 737. Налетал свыше 10 500 часов (свыше 4100 из них в должности КВС), свыше 600 из них на Boeing 747.
- Бортинженер — 33 года, в авиакомпании Evergreen International Airlines проработала 3 года и 4 месяца (c 27 ноября 1989 года). Налетала свыше 2600 часов, 1201 из них на Boeing 747.

## Хронология событий
Boeing 747-121 борт N473EV выполнял рейс JL46E из Токио в Чикаго с промежуточной остановкой в Анкоридже, на его борту находились 3 пилота и 2 пассажира. Самолёт приземлился в аэропорту Анкориджа в 10:05 AKDT; полёт прошёл без происшествий. Из Анкориджа рейс 46E должен был вылететь в 11:25, но в итоге вылетел с опозданием в 1 час и 5 минут (в 12:30 AKDT).
Самолёт начал набор высоты 6000 метров. На высоте 600 метров пилоты выполнили левый крен на 20°, но вместо этого самолёт накренился на 50°. Воздушная скорость лайнера начала сильно колебаться, также пилоты обнаружили, что отказал двигатель № 2 (левый внутренний).
Два истребителя F-15 ВВС США, находившиеся недалеко от рейса 46E, заметили, что от его левого крыла что-то оторвалось. Пилоты F-15 не имели возможности связаться с экипажем рейса 46E и УВД Анкориджа напрямую, но они сообщили об инциденте диспетчерам военной авиабазы Эльмендорф, которые позвонили авиадиспетчерам аэропорта Анкоридж.
Сразу после отказа двигателя № 2 экипаж рейса 46E выполнил необходимые инструкции в случае отказа двигателя; второй пилот объявил чрезвычайную ситуацию, бортинженер начал сброс авиатоплива, а КВС дал двигателю № 1 (левый крайний) полную тягу и перевёл элероны и руль направления на максимальный режим для выведения самолёта из глубокого крена влево. После того как оба F-15 подлетели к рейсу 46E поближе, они увидели, что с его левого крыла оторвался двигатель № 2, о чём и сообщили авиадиспетчерам, а после это сообщение было передано экипажу рейса 46E; впоследствии, когда следователи NTSB опрашивали пилотов, они говорили, что не помнят, чтобы им сообщали об отрыве двигателя № 2.
Командир выполнил разворот с большим радиусом (чтобы не ввести самолёт в глубокий крен, что могло привести к потере управления) для возвращения в аэропорт Анкориджа. Из-за сильных порывов ветра самолёт ещё сильнее кренился влево и экипажу приходилось полностью использовать руль направления для выравнивания лайнера. Во время финального этапа захода на посадку бортинженер по приказу КВС закончил сброс авиатоплива и были выпущены шасси. Самолёт вошёл в глиссаду на высоте 150—180 метров, на высоте 90 метров закрылки были выпущены на 25°. В 12:45 AKDT рейс JL46E приземлился в аэропорту Анкоридж, все 5 человек на его борту выжили.
Во время посадки масса самолёта была около 310 000 килограммов, в то время как максимальной посадочной массой Boeing 747-100 является вес в 265 000 килограммов.
Оторвавшийся двигатель № 2 рухнул на землю в черте города; пострадали несколько зданий и автомобилей, погибших и раненых на земле не было.

## Расследование
Расследование причин инцидента с рейсом JL46E проводил Национальный совет по безопасности на транспорте (NTSB).
Окончательный отчёт расследования был опубликован 13 октября 1993 года (всего через 7 месяцев после инцидента).
Причиной инцидента в нём было названо следующее:

Отделение пилона двигателя № 2 из-за сильной и, возможно, экстремальной турбулентности, которая стала причиной сильных нагрузок на пилон, превышающих норму, в то время как он уже был ослаблен из-за трещины в результате усталости металла в передней части пилона.Оригинальный текст (англ.)The lateral separation of the No. 2 engine pylon due to an encounter with severe or possibly extreme turbulence that resulted in dynamic multi-axis lateral loadings that exceeded the ultimate Iateral load-carrying capability of the pylon, which was already reduced by the presence of the fatigue crack near the forward end of the pylon's forward firewall web.